# Колесникова Світлана Миколаївна
Світла́на Микола́ївна Коле́сникова (нар. 26 травня 1965, Львів) — радянська і українська фехтувальниця й тренерка; майстер спорту СРСР (1982), заслужений працівник фізичної культури і спорту України (2012).

## Життєпис
Народилася 1965 року у Львові.
Багаторазова призерка чемпіонатів України в 1981—1983 роках. Виступала за спортивні товариства «Локомотив» (1975—1984) і СКА (1986—1988). Її тренером був Ф. Бурсак.
З 2007 року працює тренеркою Львівського обласного центру «Інваспорт» та (одночасно з 2008 року) — тренеркою-викладачкою Львівської ДЮСШ № 2 (разом із чоловіком Андрієм Колесниковим). У числі вихованців паралімпійці Антон Дацко та Андрій Демчук, Наталія Морквич.

### Нагороди та відзнаки
- Орден княгині Ольги 3-го ступеня[1]
- Почесна грамота Львівської обласної ради[2]